# Capesterre-Belle-Eau
Capesterre-Belle-Eau är en kommun i det franska utomeuropeiska departementet Guadeloupe i Västindien. År 2022 hade kommunen 17 882 invånare.

## Befolkningsutveckling
Antalet invånare i kommunen Capesterre-Belle-Eau
| Referens: INSEE |